# 1911 في فرنسا
فيما يلي قوائم الأحداث التي وقعت خلال عام 1911 في فرنسا.

## سياسة

### تعيين في المنصب
- 27 يونيو – ألبير فرانسوا لوبران Minister of the Colonies ‏.

### انتهاء فترة المنصب
- 1 يناير – موريس روفييه عضو المجلس العام  [لغات أخرى]‏، عضو مجلس الشيوخ في الجمهورية الفرنسية الثالثة.

## رياضة
- 27 مارس – سباق باريس روبيه 1911 الفائزون Alphonse Charpiot  [لغات أخرى]‏، Cyrille van Hauwaert [الإنجليزية]‏، أوكتاف لابيز.

## مواليد

### يناير
- 16 يناير – روجيه لابيبي درّاج طريق فرنسي.
- 24 يناير – رينيه بارجافيل كاتب فرنسي.

### فبراير
- 8 فبراير – سيلفان ماركايو دراج فرنسي.

### مارس
- 31 مارس – لوسيان بيكر شاعر فرنسي.

### أبريل
- 10 أبريل – موريس شومان سياسي فرنسي.
- 17 أبريل – هيرفيه بازين كاتب فرنسي.

### مايو
- 2 مايو – ادمون باجز درّاج طريق فرنسي.
- 31 مايو – موريس آلياس

### يونيو
- 6 يونيو – جان كايرول
- 12 يونيو – دوريس ميتاكسا لاعبة كرة مضرب فرنسية.

### يوليو
- 3 يوليو – أندريه جيرارد
- 5 يوليو – جورج بومبيدو

### أغسطس
- 13 أغسطس – إيزابيلا أميرة أورليان-براغانزا كاتبة فرنسية.

### نوفمبر
- 15 نوفمبر – فرنسوا بونيت لاعب كرة قدم فرنسي.

### ديسمبر
- 5 ديسمبر – ألفريد مانيسييه

## وفيات

### فبراير
- 1 فبراير – جوزيف فشل (مواليد 1838) سياسي فرنسي.

### أبريل
- 25 أبريل – يوجين جاكوب دو كوردموا (مواليد 1835) عالم نبات فرنسي.
- 30 أبريل – إتيان فالو (مواليد 1850) طبيب فرنسي.

### يونيو
- 7 يونيو – موريس روفييه (مواليد 1842)

### أغسطس
- 12 أغسطس – جول برونيه (مواليد 1838)

### أكتوبر
- 18 أكتوبر – ألفريد بينيه (مواليد 1857) فرنسيّ عالم نفساني.
- 25 أكتوبر – إدوارد أندريه (مواليد 1840)

### ديسمبر
- 11 ديسمبر – فيكتور يموان (مواليد 1823)